# Maysville, Georgia
Maysville är en ort i Banks County, och Jackson County, i Georgia. Vid 2020 års folkräkning hade Maysville 1 867 invånare.